# Циганок Інна Олегівна
Цигано́к І́нна Оле́гівна (24 вересня 1986 року) — українська і російська тріатлоністка. Майстер спорту України міжнародного класу. Срібна медалістка чемпіонату світу в естафеті. Чемпіонка України у 2009 році.

## Біографічні відомості
З дитинства займалася плаванням. Її тренер також вів секцію тріатлону. Коли Інні Циганок виповнилося 13 років, її тренера запросили до Донецької ШВСМ. І вона також туди переїхала, мешкала в спортінтернаті. В п'ятнадцять років здобула «срібло» у чемпіонаті України і стала членом національної збірної. Кольори команди України захищала 9,5 років. Найкращий результат — друге місце на чемпіонаті світу в естафеті 2007 року в угорському Тисауйвароші. До того складу також входили Юлія Єлістратова і Олеся Пристайко.
У 2009—2011 роках виступала за французький клуб «Пуатевін Тріатлон» в змаганні з найсильнішими атлетами світу під назвою «Гран-прі тріатлону». Ії конкуренткою за місце в основному складі була росіянка Наталя Шляхтенко. Через певні непорозуміння з колегами по збірній і близькі стосунки з тріатлоністом Іваном Тутукіним переїхала до Росії. У змаганнях 2011 року виступала під егідої Міжнародної федерації тріатлону.
У серпні 2013 року почала працювати фітнес-тренером у клубі «Red Lava Team», який очолював Максим Крят. Клуб займається підготовкою спортсменів-аматорів до змагань «Ironman» і «Ironman 70.3». 2017 року Крят переїхад до Казахстану, а Інна Циганок стала директором клубу.
З 2016 року бере участь в змаганнях «Залізних людей». У першому турнірі «Ironman 70.3» (Санкт-Петербург) фінішувала другою. Наступного року виступала в елітних змаганнях на дистанції «Ironman»: у своїй віковій групі стала другою на континентальній першості в німецькому Франкфурті-на-Майні і третьою на чемпіонаті світу в Кайлуа-Коні (Гаваї).

## Досягнення
Чемпіонат світу (естафета)
- Друге місце (1): 2007

Кубок Європи
- Третє місце (1): 2011 (Ейлат)

Кубок Азії 
- Перше місце (2): 2009 (Бурабай), 2009 (Кокшетау)
- Друге місце (1): 2011 (Бурабай)

## Статистика
Скорочення:
1. DNF — не фінішувала.
2. DNS — була у заявці, але не стартувала.

Статистика виступів на змаганнях «Ironman» (плавання — 3,8 км, велосипед — 180 км, біг — 42,195 км):
| Дата | Назва турніру                   | Місто       | Місце | Загальне місце | Час      | Примітки           |
| ---- | ------------------------------- | ----------- | ----- | -------------- | -------- | ------------------ |
| 2017 | «Ironman European Championship» | Франкфурт   | 2     | 391            | 10:07:05 | вікова група 30-34 |
| 2017 | «Ironman World Championship»    | Кайлуа-Кона | 3     | 588            | 10:20:19 | вікова група 30-34 |

## Галерея

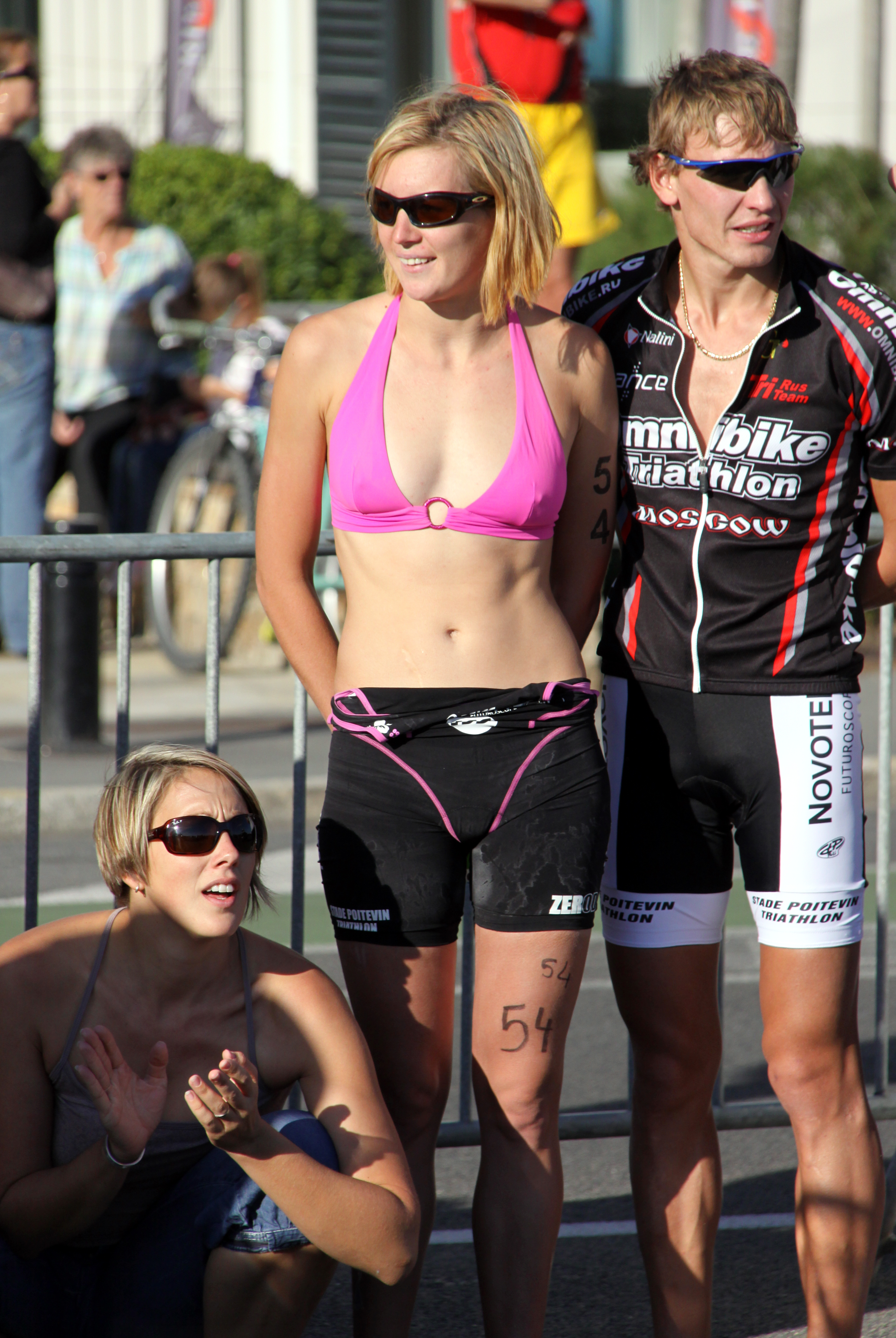
Інна Циганок і Іван Тутукін (2009 рік).
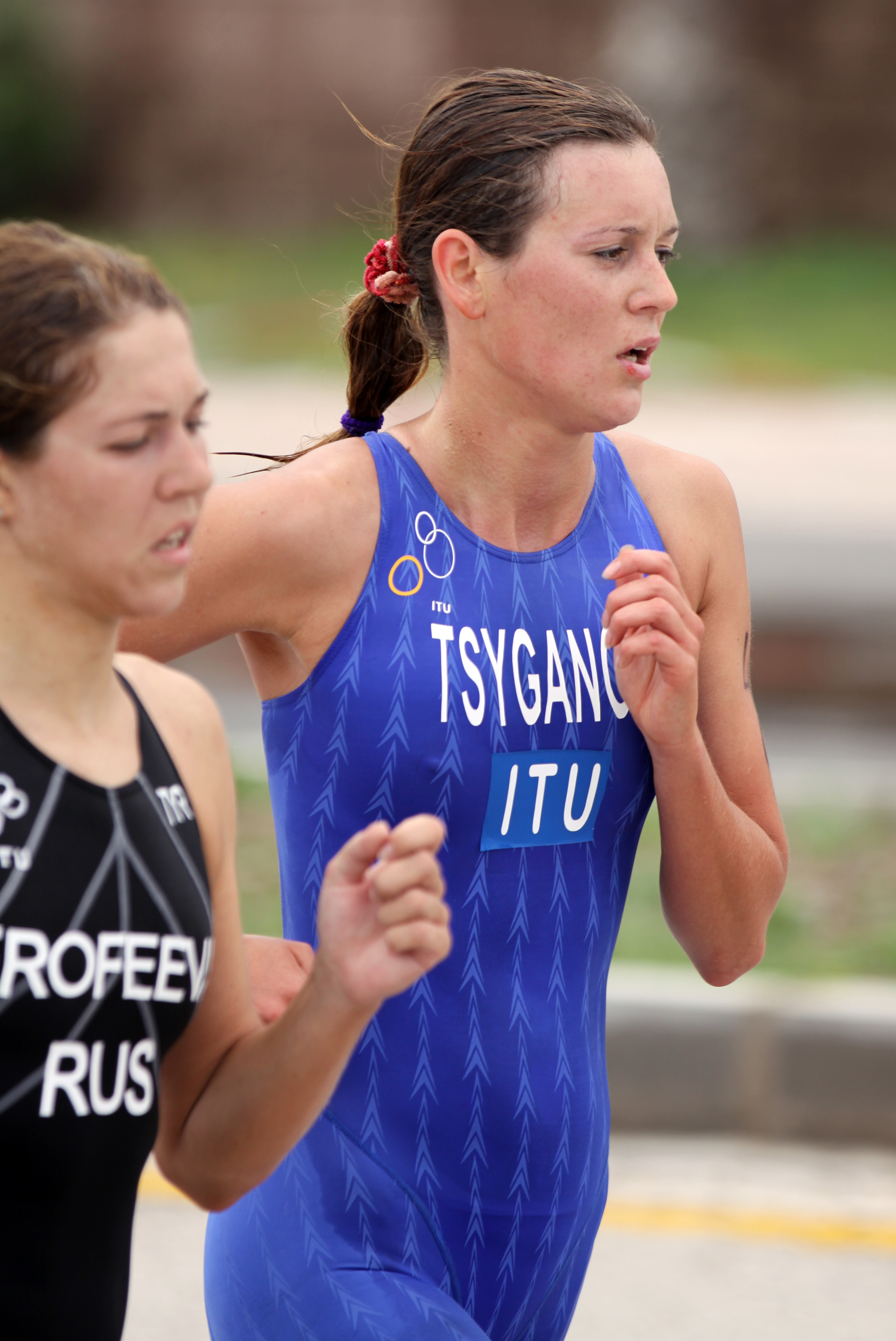
У змаганнях 2011 року виступала під егідої Міжнародної федерації тріатлону.